# Marie-Amélie de Bourbon-Siciles (1818-1857)
Pour les articles homonymes, voir Amélie de Bourbon.
Marie Amélie de Bourbon-Deux-Siciles (en italien : Maria Amalia di Borbone delle Due Sicilie), née le 25 février 1818 à Pouzzoles, Royaume des Deux-Siciles et morte le 6 novembre 1857 à Madrid, Espagne, est une princesse de Bourbon-Deux-Siciles par la naissance et une Infante de Portugal et d'Espagne par son mariage avec Sébastien de Bourbon.

## La famille
Marie Amélie est le huitième enfant de François Ier des Deux-Siciles et de son épouse Marie-Isabelle d'Espagne.

## Mariage
Elle épouse Sébastien de Bourbon, fils unique de l'Infant Pedro Carlos d'Espagne et du Portugal et de son épouse Marie-Thérèse de Portugal (1793-1874), le 25 mai 1832 à Madrid, Espagne. Le mariage est demeuré sans postérité.